# 1. division i ishockey 1961-62
Danmarksmesterskabet i ishockey 1961-62 var det femte DM i ishockey. Mesterskabet blev arrangeret af Dansk Ishockey Union og blev afviklet i som 1. division med deltagelse af fire klubber, der spillede en dobbeltturnering.
Mesterskabet blev for fjerde gang i træk vundet af KSF, som gik ubesejret gennem turneringen. Sølvmedaljerne gik ligeledes for fjerde gang i træk til Rungsted IK, mens bronzemedaljerne blev vundet af Furesøen, som dermed vandt DM-medaljer for første og eneste gang i klubbens historie.

## Resultater og stillinger

### 1. division
| Plac.  | Hold         | Kampe | V | U | T | Mål   | Point |
| ------ | ------------ | ----- | - | - | - | ----- | ----- |
| Guld   | KSF (M)      | 6     | 6 | 0 | 0 | 41-50 | 12    |
| Sølv   | Rungsted IK  | 6     | 3 | 1 | 2 | 23-16 | 7     |
| Bronze | Furesøen (O) | 6     | 1 | 1 | 4 | 13-29 | 3     |
| 4.     | Esbjerg SK   | 6     | 1 | 0 | 5 | 12-39 | 2     |

### Op- og nedrykning
Esbjerg SK endte sidst i 1. division, og skulle dermed spille mod vinderen af 2. division, Gladsaxe SF, om at forblive i rækken. Kampen blev spillet i Esbjerg den 18. februar 1962 og blev vundet af Gladsaxe med 6–5 (3-2, 2-2, 1-1), og dermed overtog sjællænderne esbjergensernes plads i den bedste række.
Efterfølgende besluttede Dansk Ishockey Union at udvide rækken fra fire til fem hold, og den ledige plads gik til Esbjerg SK, som dermed undgik nedrykning til 2. division. Samtidig skiftede de fleste af spillerne i Furesøen til USG, som var en bedre organiseret klub med bedre træningstider, og derfor blev Furesøens plads i divisionen overtaget af USG.

### 2. division
2. division var opdelt i to kredse. De to kredsvindere, Gladsaxe SF fra østkredsen og Viborg fra vestkredsen, mødtes den 11. februar 1962 i Gladsaxe for at spille om mesterskabet i 2. division. Kampen blev vundet af Gladsaxe SF med 12–1 (2-0, 4-1, 6-0), og sjællænderne sikrede sig dermed en oprykningskamp mod holdet, der endte som nr. 4 i 1. division, Esbjerg SK.